# Dylan Magnien
Dylan Magnien (13 de mayo de 1995) es un deportista francés que compite en triatlón. Ganó una medalla de plata en el Campeonato Mundial de Triatlón de Larga Distancia de 2025.

## Palmarés internacional
| Campeonato Mundial | Campeonato Mundial  | Campeonato Mundial | Campeonato Mundial |
| Año                | Lugar               | Medalla            | Prueba             |
| ------------------ | ------------------- | ------------------ | ------------------ |
| 2025               | Pontevedra (España) | Medalla de plata   | Individual         |